# Рахманов Усейн Паша-огли
Гусейн Паша огли Рахманов (азерб. Hüseyn Əlipaşa oğlu Rəhmanov; 1902 — 21 квітня 1938) — радянський та азербайджансякий політичний діяч, Голова Ради народних комісарів Азербайджанської РСР у 1933–1937 роках. Репресований.